# De koekjesclan
De koekjesclan is een  stripverhaal uit de reeks van Jerom.

## Locaties
Dit verhaal speelt zich af op de volgende locaties:
- het huis van tante Sidonia, een supermarkt, een televisiestudio, een fabriek

## Personages
In dit verhaal spelen de volgende personages mee:
- Jerom, tante Sidonia, Ingelein, Odilon, Kolo, kassière, directeur van supermarkt, personeel van televisiestudio, gemaskerde personen, agent

## Het verhaal
Tijdens de uitzending van een documentaire over Australië komt een gemaskerd figuur in beeld en vertelt de dames dat ze koekjes van KRAMIK van CLAN op tafel moeten zetten. Tante Sidonia moet nog koekjes kopen en besluit de koekjes uit de reclame te halen. De volgende dag viert Ingelein haar verjaardag en na het diner zet tante Sidonia koffie en brengt dit met de Clan-koekjes naar de keukentafel. Na enkele koekjes vallen de  vrienden in slaap en het hele huis blijkt leeggeroofd te zijn als ze weer wakker worden. De sieraden van Ingelein en het zilveren bestek van tante Sidonia zijn verdwenen. Kolo neemt ook een koekje en valt in slaap, waarna Jerom zeker weet dat er een slaapmiddel in de koekjes zit. Hij wil uitzoeken waar de koekjes vandaan komen en ze wachten tot Kolo weer wakker wordt.
De vrienden gaan naar de supermarkt en ze gaan naar het kantoor van de directeur. Jerom vertelt dat er slaapmiddel is verwerkt in de koekjes, maar de directeur gelooft hem niet en vertelt dat zij de enige zijn die deze reclame aanbieding verkopen. Jerom vraagt Odilon om de directeur in de gaten te houden, terwijl hij zelf naar de mensen gaat die de reclame op de televisie hebben uitgezonden. Odilon hoort hoe de supermarktdirecteur, die zichzelf K noemt, een telefoongesprek heeft met R. Hij waarschuwt dat de gouden stuntman het geheim heeft ontdekt en Ooilon neemt een taxi en laat zich naar het televisiegebouw brengen. Hij ziet de motor van Jerom en Kolo kijkt toe hoe een grote kist in een vrachtwagen wordt gedragen. In het televisiegebouw heeft niemand Jerom gezien en de directeur blijkt al vertrokken te zijn. Odilon rijdt samen met Kolo op de motor van Jerom naar huis.
Jerom blijkt ook niet thuis te zijn en Ingelein is in het laboratorium, ze heeft de koekjes ontleed. Ze heeft contact opgenomen met de fabriek die suiker leverde aan de fabrikant en heeft het adres van de koekjesmakers gekregen. Het is dicht bij de grens. Jerom wordt inmiddels uit de grote kist gehaald en naar een slaapgaskamer overgebracht door gemaskerde personen. Odilon komt bij het terrein van de koekjesmakers en wordt aangereden door de vrachtwagen. De gemaskerde personen slaan hem neer en Odilon en de motor worden in de vrachtwagen geladen. Kolo klimt via een boom over het hek en kan het gebouw binnen komen. Hij laat echter per ongeluk het alarm afgaan en de gemaskerde personen schieten op hem. Kolo komt bij de lopende band waar de koekjes gemaakt worden en ziet even later de slaapgaskamer met Odilon en Jerom.
De gemaskerde personen kunnen niet bij Kolo komen, want hij heeft de deur op slot gedaan. Komo gebruikt de motor om het glas van de slaapgaskamer stuk te maken en gooit een emmer water over zijn vrienden, waarna ze wakker worden. De gemaskerde mannen gebruiken een balk als stormram, maar als ze binnen zijn, zien ze tot hun grote verbazing dat Jerom al wakker is en er begint een gevecht. Jerom wint en haalt de maskers van de bewusteloze mannen. K blijkt de directeur van de supermarkt te zijn en R is de man van de tv. Jerom legt de mannen naast elkaar en de letters op de kostuums vormen het woord KRAMI. Odilon herinnert zich dat KRAMIK de naam is van de koekjes en ze gaan op zoek naar de Laatste K. Komo moet op de vastgebonden mannen waken en Jerom en Odilon gaan op zoek en vinden een deur met een K erop.
Er treedt een veiligheidssysteem in werking als de deur wordt geopend door Jerom, maar hij is sterk en kan de tralies met zijn blote handen ombuigen. Jerom zorgt ervoor dat een apparaat op hoogspanning buiten werking wordt gezet en ze gaan door een andere deur met een K erop. In de kamer hierachter vinden ze een computer en Jerom vraagt waarom er slaapmiddel in de koekjes wordt gedaan. De computer antwoordt dat ze zo ongestoord bij de slapende slachtoffers kunnen inbreken en de computer is het centrale brein van de organisatie. De directeur van de supermarkt kende de klanten en Jerom vraagt of de computer ook menselijk is of op enige wijze een levend wezen is.
De computer antwoordt dat dit niet zo is en Jerom stelt de computer dan zo in, dat hij zichzelf na een kwartier zal vernietigen. Jerom en Odilon nemen de vastgebonden mannen mee naar buiten. Ingelein is al bij het hek van het terrein. Ze heeft de politie gewaarschuwd die met een overvalwagen klaar staat om de dieven in te rekenen. Dan ontploft de fabriek en de agent vertelt Jerom dat ze de opslagplaats van de dieven hebben ontdekt. De gestolen goederen worden teruggegeven en de vrienden vieren de overwinning op de oneerlijkheid van sommige mensen. Kolo ligt te slapen voor de haard, waarschijnlijk heeft hij wat koekjes meegenomen voordat de fabriek ontplofte.

## Achtergrond van het verhaal
De kostuums en maskers van de Koekjesclan hebben overeenkomsten met de Ku Klux Klan.